# Tetyana Skachko
Tetyana Skachko, née le 18 août 1954 à Louhansk, est une ancienne athlète soviétique qui pratiquait le saut en longueur. 
Aux Jeux olympiques d'été de 1980 à Moscou, elle a remporté la médaille de bronze.

## Palmarès

### Jeux olympiques d'été
- Jeux olympiques d'été de 1980 à Moscou ( Union soviétique)
  -  Médaille de bronze au saut en longueur

### Championnats d'Europe d'athlétisme en salle
- Championnats d'Europe d'athlétisme en salle de 1977 à Saint-Sébastien ( Espagne)
  - 4e au saut en longueur
- Championnats d'Europe d'athlétisme en salle de 1980 à Sindelfingen ( Allemagne de l'Ouest)
  - 6e au saut en longueur
- Championnats d'Europe d'athlétisme en salle de 1981 à Grenoble ( France)
  - 4e au saut en longueur